# Derek Bell (dirkač)
Derek Bell, britanski dirkač Formule 1, *31. oktober 1941, Pinner, Middlesex, Anglija, Združeno kraljestvo.
Derek Bell je upokojeni britanski dirkač Formule 1. Debitiral je v sezoni 1968, toda nastopil je le na dveh dirkah in na obeh odstopil. Odstopil je tudi na edini dirki, na kateri je nastopil v sezoni 1969, v sezoni 1970 pa je na eni dveh dirk, na katerih je dirkal, Veliki nagradi ZDA, osvojil svojo edino prvenstveno točko v karieri za šesto mesto. Tudi v sezoni 1971 je odstopil na edini dirki na kateri je nastopil, v sezoni 1972 je nastopil na štirih, toda na dve se ni kvalificiral, na dveh pa je odstopil. Po letu premora se je v sezoni 1974 kvalificiral le na eno od petih dirk in še tam je odstopil, po koncu sezone pa se je upokojil kot dirkač Formule 1. V letih 1975, 1981, 1982, 1986 in 1987 je zmagal na dirki 24 ur Le Mansa.
Tudi njegov sin Justin Bell je dirkač. Med letoma 1992 in 1996 sta skupaj nastopala na dirki 24 ur Le Mansa.

## Popolni rezultati Formule 1
(legenda) (odebeljene dirke pomenijo najboljši štartni položaj, poševne pa najhitrejši krog, †-uvrščen kljub odstopu)
| Leto | Moštvo                     | Šasija       | Motor       | 1   | 2   | 3   | 4       | 5   | 6       | 7   | 8       | 9       | 10      | 11      | 12      | 13      | 14      | 15  | Prv | Toč |
| ---- | -------------------------- | ------------ | ----------- | --- | --- | --- | ------- | --- | ------- | --- | ------- | ------- | ------- | ------- | ------- | ------- | ------- | --- | --- | --- |
| 1968 | Scuderia Ferrari           | Ferrari 312  | Ferrari V12 | JAR | ŠPA | MON | BEL     | NIZ | FRA     | VB  | NEM     | ITA Ret | KAN     | ZDA Ret | MEH     |         |         |     | -   | 0   |
| 1969 | Bruce McLaren Motor Racing | McLaren M9A  | Ford V8     | JAR | ŠPA | MON | NIZ     | FRA | VB Ret  | NEM | ITA     | KAN     | ZDA     | MEH     |         |         |         |     | -   | 0   |
| 1970 | Tom Wheatcroft Racing      | Brabham BT26 | Ford V8     | JAR | ŠPA | MON | BEL Ret | NIZ | FRA     | VB  | NEM     | AVT     | ITA     | KAN     |         |         |         |     | 22. | 1   |
| 1970 | Team Surtees               | Surtees TS7  | Ford V8     |     |     |     |         |     |         |     |         |         |         |         | ZDA 6   | MEH     |         |     | 22. | 1   |
| 1971 | Team Surtees               | Surtees TS9  | Ford V8     | JAR | ŠPA | MON | NIZ     | FRA | VB Ret  | NEM | AVT     | ITA     | KAN     | ZDA     |         |         |         |     | -   | 0   |
| 1972 | Martini Racing Team        | Tecno PA123  | Tecno F12   | ARG | JAR | ŠPA | MON     | BEL | FRA DNQ | VB  | NEM Ret | AVT     | ITA DNQ | KAN DNS | ZDA Ret |         |         |     | -   | 0   |
| 1974 | Team Surtees               | Surtees TS16 | Ford V8     | ARG | BRA | JAR | ŠPA     | BEL | MON     | ŠVE | NIZ     | FRA     | VB DNQ  | NEM 11  | AVT DNQ | ITA DNQ | KAN DNQ | ZDA | -   | 0   |